# La Fare-les-Oliviers
La Fare-les-Oliviers ist eine französische Gemeinde mit 8953 Einwohnern (Stand 1. Januar 2022) im Département Bouches-du-Rhône in der Region Provence-Alpes-Côte d’Azur.

## Geografie
Die Gemeinde liegt 23 Kilometer westlich von Aix-en-Provence und 14 Kilometer südlich von Salon-de-Provence im Tal des Flusses Arc. Nachbarorte sind Coudoux, Lançon-Provence, Velaux und Rognac.

## Geschichte
Auf dem Gemeindegebiet gibt es zwar keine Überreste aus prähistorischer Zeit, es wurden jedoch viele Fundstücke aus der Römerzeit entdeckt. Wichtigste Fundstücke sind ein Mosaik, das zu einer römischen Villa gehörte, und ein Mausoleum, das sich an der Grenze zu Berre-l’Étang befindet. Aus der Römerzeit stammt auch eine Straße, die von Rognac kommend den Ort über Lançon an die Hauptstrecke Marseille-Avignon anband. Im Mittelalter siedelten sich die Menschen auf den Hügeln an. Das sich dort befindliche Castrum de la Fare wurde 1170 erstmals erwähnt. Die Bevölkerung sollte möglichst gering sein, damit sich im Angriffsfall alle Bewohner in das Castrum retten konnten. 1348 wurde die Bevölkerung durch die Pestwelle stark reduziert. Bereits 1371 war der Ort möglicherweise unbewohnt, 1471 war er erwiesenermaßen verlassen. Vincent de Forbin setzte sich aktiv für die Verbesserung seines Herrschaftsbereichs ein: 1567 erhielt er die Erlaubnis, Wasser aus dem Arc verwenden zu dürfen. Trotz Widerstands aus Berre-l’Étang wurden die Arbeiten durchgeführt. Dabei wurden Mühlen und der Kanal von La Fare gebaut. Die Menschen blieben trotz der Religionskriege. 1630 war bereits eine vielfältige landwirtschaftliche Produktion möglich. 1706 begann die Mühle von La Fare, die Wasserkraft zu nutzen. Aufgrund des steigenden Bedarfs an Arbeitskräften für den Olivenanbau stieg die Zahl der Häuser von 36 im Jahr 1698 auf 76 im Jahr 1728. Im Jahr 1769 erlitt die Produktion durch das Erfrieren der Olivenbäume jedoch einen herben Rückschlag. 
1733 wurde die Kirche Sainte-Rosalie durch den Bischof von Aix-en-Provence für unzureichend befunden und der Bau einer neuen Kirche beschlossen. Am 15. Mai 1740 wurde die neue Kirche gesegnet. 1834 entstand das rechte Kirchenschiff, 1864 folgte das Linke.
Die Bevölkerungszahl ist stetig gewachsen. 1820 lebten 1212 Einwohner in der Gemeinde. 1866 gab es 1372 Einwohner, doch durch den Reblausbefall sank die Einwohnerzahl bis 1872 auf 1272 Personen. Durch Landflucht und den Ersten Weltkrieg lebten 1926 nur noch 951 Menschen in dem Dorf. Dank der Fabriken in Berre-l’Étang stieg die Einwohnerzahl in der Folgezeit wieder.
1752 wurde die Brücke über den Arc gebaut. 1768 wurde ein öffentlicher Brunnen gegraben, der 1785 mit einer Pumpe ausgestattet wurde. 1888 entstand zusätzlich ein Lavoir.
1804 entstand ein Plan zur Wiederaufforstung der vegetationslosen Hügelketten. Mit der Umsetzung wurde 1930 begonnen.
Zwischen 1816 und 1829 wurde die erste Getreidemühle im Dorf gebaut. Sie blieb bis 1914 in Betrieb.
1825 wurde der Sainte-Rosalie-Markt erstmals erwähnt. 1829 gab es im Dorf sechs Seidenspinnereien. Eine Ziegelei wurde 1846 in Betrieb genommen. Im Jahr 1865 gab es einen von Pferden angetriebenen Omnibus zwischen La Fare und Salon-de-Provence. 1892 gewährte der Stadtrat von Marseille der Gemeinde einen Zuschuss von zwei Litern Wasser pro Sekunde. Damit hatte jeder Einwohner aber 1894 22 Liter Wasser pro Tag zur Verfügung. 1897 wurde ein Markt eingeführt, 1898 eröffnete eine Postfiliale im Dorf.
Am 18. November 1919 änderte sich der Name von La Fare zu La Fare-les-Oliviers.
1924 wurde die Stromversorgung hergestellt. 1929 und besonders 1956 wurde ein Großteil der Olivenbäume durch strenge Winter zerstört. Ein Teil der Anbaufläche wurde durch Weinanbau ersetzt. 1930 wurde eine Genossenschaft für Wein und Olivenöl gegründet. Außerdem erlebte der Gemüseanbau einen Aufschwung. Daher gab es nun  dreimal wöchentlich einen Markt (montags, mittwochs und freitags). 1949 wurde er aufgegeben. Zwischen 1932 und 1934 gab es eine Buslinie nach Velaux und Marseille. 1939 wurde eine Mine für den Braunkohlebergbau eröffnet. Diese schloss 1946 wieder.

## Wappen
Wappenbeschreibung: In Blau ein aus dem linken Wappenrand hervorgestreckter silberner Arm mit einer brennenden roten Kerze.

## Sehenswürdigkeiten
- Verklärungs-Kirche (Église de la Transfiguration)
- Pavillon de Forbin

## Demografie

### Bevölkerungsentwicklung
| Jahr      | 1962 | 1968 | 1975 | 1982 | 1990 | 1999 | 2008 | 2017 | 2021 |
| Einwohner | 2370 | 2747 | 3562 | 5043 | 6095 | 6334 | 6526 | 8476 | 8867 |

### Altersstruktur
24 Prozent der Bevölkerung sind 19 Jahre alt oder jünger. Sechs Prozent der Bevölkerung sind 75 Jahre alt oder älter.